# كينزو اوكادا
كينزو اوكادا (بالإنجليزية: Kenzo Okada)‏ هو رسام أمريكي، ولد في 29 سبتمبر 1902 في يوكوهاما في اليابان، وتوفي في 25 يوليو 1982 في طوكيو في اليابان.